# Краснов, Иван Никифорович
Иван Никифорович Краснов (1794—1862) — генерал-майор Донского казачьего войска, герой русско-турецкой войны 1828—1829 года.

## Биография
Родился в 1794 году в станице Казанской, происходил из дворян Донского казачьего войска.
В военную службу вступил 27 июня 1812 года хорунжим в Донское казачье войско.
В 1828—1829 годах в чине есаула состоял в Донском № 27 казачьем полку Шамшева и принимал участие в кампании против турок в Закавказье. Отличился в сражении при Каинлы 19 июня 1829 года против корпуса сераскира Эрзерумского. 25 июня 1830 года он был награждён орденом св. Георгия 4-й степени
19-го июня, во время сражения при сел. Каинлы, командуя сотней казаков, отличался храбростью и распорядительностью; сильным натиском опрокинул неприятеля и, несмотря на полученную им в ногу саблей рану, преследуя бегущих, поражал с неустрашимостью, при чём взял два орудия.
Рана Краснова была сабельная в ступню правой ноги.
В 1831 году Краснов находился в Польше и участвовал в подавлении восстания поляков.
25 декабря 1834 года Краснов был произведён в подполковники, вскоре получил в командование Донской № 41 казачий полк и был командирован с полком на Кавказ, где принимал участие в походах против горцев.
16 января 1850 года произведён в генерал-майоры.
Во время Восточной войны Краснов был походным атаманом полков Донского казачьего войска в Крыму и участвовал в сражениях против англо-французов.
По окончании войны перешёл на административную службу, был атаманом 1-го и 3-го округов Донского казачьего войска.
Скончался 25 октября 1862 года.

## Награды
Среди прочих наград Краснов имел ордена:
- Орден Святого Владимира 4-й степени с бантом (1829 год)
- Орден Святого Георгия 4-й степени (25 июня 1830 года, № 4402 по кавалерскому списку Григоровича — Степанова)
- Польский знак отличия за военное достоинство (Virtuti Militari) 4-й степени (1831 год)
- Орден Святого Станислава 2-й степени (1838 год)
- Орден Святой Анны 2-й степени (1846 год)
- Орден Святого Владимира 3-й степени с мечами (1855 год)
- Орден Святой Анны 1-й степени с императорской короной (1860 год)